# Marta Cecchetto
Marta Cecchetto (Foligno, 18 giugno 1978) è una modella italiana.

## Biografia
Figlia di Giuseppe, calciatore professionista originario di Treviso, nasce e cresce a Foligno dove il padre concluse la carriera e rimase a vivere. Durante l'infanzia studia e nutre interesse per la musica (in particolare il pianoforte) e lo sport (tennis, equitazione e danza).

### Carriera
Intraprende la carriera di modella all'età di 16 anni, quando prende parte all'edizione italiana di The look of the Year e conosce un talent-scout che le offre l'opportunità di lavorare come modella. Si trasferisce quindi negli Stati Uniti e lavora per importanti case di moda come Ungaro, Roberto Cavalli, Max Mara, Valentino, Trussardi, Chiara Boni e La Perla. Nel frattempo porta a termine gli studi frequentando il liceo pedagogico-artistico e iscrivendosi all'università alla facoltà di Filosofia.
Compare su copertine di importanti riviste come Vogue, Max, Maxim, Gala, Anna, Donna Moderna e Marie Claire. Nel 2006, insieme ad altre modelle come Vanessa Hessler, Claudia Cedro e Francesca Lancini partecipa al Festival di Sanremo.
In Germania ha lavorato per molti annunci pubblicitari (tra cui Nivea, HQ Swiss Made, La coppa del nonno e Mercedes) e servizi fotografici.
Nel 2008 prende parte, con altri modelli e stilisti, al programma televisivo Modeland, in onda su All Music. Inoltre è testimonial per Alcatel e Fred Mello con il suo compagno.
Per il Natale 2009 è protagonista di uno spot per Pupa.

### Vita privata
Dal 1998 è fidanzata con il calciatore Luca Toni che incontra per la prima volta in discoteca nel 1997. Il 1º giugno 2012 il primogenito della coppia nasce morto. Il 20 giugno 2013 dà alla luce Bianca. Il 30 luglio 2014, all'ospedale San Giovanni di Dio a Firenze, nasce Leonardo. La coppia convola a nozze il 9 settembre 2017, tra le colline toscane vicino Fiesole.